# 1903–1904-es holland labdarúgó-bajnokság (első osztály)
Az 1903–1904-es Holland Labdarúgó Bajnokság volt a 16. alkalommal megrendezett, legmagasabb szintű labdarúgó-bajnokság Hollandiában. A szezonban 17 klubcsapat vett részt.
A címvédő a HVV Den Haag volt. A bajnokságot a HBS Craeyenhout csapata nyerte meg.

## Új Csapatok
Keleti csoport
- GVC Wageningen, a Go Ahead Wageningen és Victoria Wageningen csapatainak egyesüléséből jött létre az új klub

Nyugat-A csoport
- csatlakozott a Nyugat-B csoportból:
  - HBS Creayenhout
  - Koninklijke HFC
  - Quick 1890

Nyugat-B csoport
- csatlakozott a Nyugat-A csoportból:
  - HFC Haarlem
  - HVV Den Haag
  - Velocitas

## A szezon

### Keleti csoport
| Hely. | Csapat         | M | Gy | D | V | G+ | G– | Gk  | P  | Továbbjutás vagy kiesés |
| ----- | -------------- | - | -- | - | - | -- | -- | --- | -- | ----------------------- |
| 1.    | PW             | 8 | 5  | 1 | 2 | 32 | 19 | +13 | 11 | Továbbjutott a döntőbe  |
| 2.    | Vitesse        | 8 | 4  | 2 | 2 | 28 | 15 | +13 | 10 |                         |
| 3.    | Koninklijke UD | 8 | 4  | 2 | 2 | 13 | 14 | −1  | 10 |                         |
| 4.    | Quick Nijmegen | 8 | 2  | 1 | 5 | 10 | 25 | −15 | 5  |                         |
| 5.    | GVC Wageningen | 8 | 1  | 2 | 5 | 11 | 21 | −10 | 4  |                         |

### Nyugat-A csoport
| Hely. | Csapat                    | M  | Gy | D | V  | G+ | G– | Gk  | P  | Továbbjutás vagy kiesés              |
| ----- | ------------------------- | -- | -- | - | -- | -- | -- | --- | -- | ------------------------------------ |
| 1.    | HBS Craeyenhout           | 10 | 7  | 1 | 2  | 42 | 15 | +27 | 15 | Továbbjutott a döntőbe               |
| 2.    | Koninklijke HFC           | 10 | 7  | 1 | 2  | 38 | 21 | +17 | 15 |                                      |
| 3.    | Sparta Rotterdam          | 10 | 5  | 1 | 4  | 28 | 23 | +5  | 11 |                                      |
| 4.    | RAP                       | 10 | 5  | 0 | 5  | 29 | 33 | −4  | 10 |                                      |
| 5.    | Ajax Sportsman Combinatie | 10 | 4  | 1 | 5  | 25 | 25 | 0   | 9  |                                      |
| 6.    | Quick 1890                | 10 | 0  | 0 | 10 | 4  | 49 | −45 | 0  | Nem vesz részt a következő szezonban |

### Nyugat-B csoport
| Hely. | Csapat              | M  | Gy | D | V | G+ | G– | Gk  | P  | Továbbjutás vagy kiesés              |
| ----- | ------------------- | -- | -- | - | - | -- | -- | --- | -- | ------------------------------------ |
| 1.    | Velocitas           | 10 | 7  | 1 | 2 | 38 | 18 | +20 | 15 | Továbbjutott a döntőbe               |
| 2.    | HVV Den Haag        | 10 | 5  | 2 | 3 | 31 | 15 | +16 | 12 |                                      |
| 3.    | Hercules            | 10 | 4  | 3 | 3 | 34 | 21 | +13 | 11 |                                      |
| 4.    | HFC Haarlem         | 10 | 4  | 3 | 3 | 32 | 27 | +5  | 11 |                                      |
| 5.    | Rapiditas Rotterdam | 10 | 4  | 0 | 6 | 13 | 36 | −23 | 8  |                                      |
| 6.    | Volharding          | 10 | 0  | 3 | 7 | 10 | 41 | −31 | 3  | Nem vesz részt a következő szezonban |

### Döntő
| Hely. | Csapat          | M | Gy | D | V | G+ | G– | Gk | P | Továbbjutás vagy kiesés |     | HBC | VEL | EPW |
| ----- | --------------- | - | -- | - | - | -- | -- | -- | - | ----------------------- | --- | --- | --- | --- |
| 1.    | HBS Craeyenhout | 4 | 2  | 1 | 1 | 7  | 6  | +1 | 5 | A szezon bajnoka        |     | —   | 2–1 | 3–0 |
| 2.    | Velocitas       | 4 | 1  | 2 | 1 | 11 | 5  | +6 | 4 |                         |     | 1–1 | —   | 7–0 |
| 3.    | PW              | 4 | 1  | 1 | 2 | 6  | 13 | −7 | 3 |                         | 4–1 | 2–2 | —   |     |

A HBS Craeyenhout szerezte meg a bajnoki címet.